# Sabre laser sportif
 (octobre 2023).
La mise en forme du texte ne suit pas les recommandations de Wikipédia : il faut le « wikifier ».
Les points d'amélioration suivants sont les cas les plus fréquents. Le détail des points à revoir est peut-être précisé sur la page de discussion.
- Les titres sont pré-formatés par le logiciel. Ils ne sont ni en capitales, ni en gras.
- Le texte ne doit pas être écrit en capitales (les noms de famille non plus), ni en gras, ni en italique, ni en « petit »…
- Le gras n'est utilisé que pour surligner le titre de l'article dans l'introduction, une seule fois.
- L'italique est rarement utilisé : mots en langue étrangère, titres d'œuvres, noms de bateaux, etc.
- Les citations ne sont pas en italique mais en corps de texte normal. Elles sont entourées par des guillemets français : « et ».
- Les listes à puces sont à éviter, des paragraphes rédigés étant largement préférés. Les tableaux sont à réserver à la présentation de données structurées (résultats, etc.).
- Les appels de note de bas de page (petits chiffres en exposant, introduits par l'outil «  Source ») sont à placer entre la fin de phrase et le point final[comme ça].
- Les liens internes (vers d'autres articles de Wikipédia) sont à choisir avec parcimonie. Créez des liens vers des articles approfondissant le sujet. Les termes génériques sans rapport avec le sujet sont à éviter, ainsi que les répétitions de liens vers un même terme.
- Les liens externes sont à placer uniquement dans une section « Liens externes », à la fin de l'article. Ces liens sont à choisir avec parcimonie suivant les règles définies. Si un lien sert de source à l'article, son insertion dans le texte est à faire par les notes de bas de page.
- La présentation des références doit suivre les conventions bibliographiques. Il est recommandé d'utiliser les modèles {{Ouvrage}}, {{Chapitre}}, {{Article}}, {{Lien web}} et/ou {{Bibliographie}}. Le mode d'édition visuel peut mettre en forme automatiquement les références.
- Insérer une infobox (cadre d'informations à droite) n'est pas obligatoire pour parachever la mise en page.

Pour une aide détaillée, merci de consulter Aide:Wikification.
Si vous pensez que ces points ont été résolus, vous pouvez retirer ce bandeau et améliorer la mise en forme d'un autre article.
 (juin 2025).
Le sabre laser sportif (LED saber combat) est une discipline à caractère sportif regroupant différentes pratiques ayant recours à l'utilisation d'un sabre laser. Il s'agit de la réplique d'une arme fictive, elle-même issue de la saga cinématographique Star Wars, qui existe dans différentes configurations, avec des caractéristiques techniques variées.
La plus répandue se présente sous la forme d'un manche en aluminium d'environ 27 centimètres, surmonté d'une lame creuse en polycarbonate transparent, d'une longueur comprise entre 82 et 92 centimètres et d'un diamètre d'environ 2,5 centimètres. La lame est éclairée par une ou plusieurs diodes électroluminescentes, alimentées par une batterie.
Les pratiquants sont surnommés combattants au sabre laser, ou laseristes.
De nombreuses associations et courants, réparties dans plusieurs pays, proposent des pratiques et systèmes de combat différents.

## Historique
La pratique sportive du combat au sabre laser apparait vraisemblablement en 2005 aux États-Unis, avec la première école de pratique, les NYC Jedi, orientée principalement autour de l'artistique et la chorégraphie,.
En 2007, c'est le groupement privé Ludosport, originaire de Milan, qui démocratise la pratique en Europe pour la première fois,. Ici une pratique plus sportive et compétitive. Lorenzo Ferrario est un des grands champions de Ludosport, il a remporté de nombreux tournois et s'est placé sur de nombreux podiums. C'est aux alentours de 2010 que la pratique italienne s'exporte en Europe et dans le Monde.
En France, la pratique a été créée et démocratisée par la Sport Saber League, association sportive loi de 1901 en mai 2015,,. Viendra plus tard, en 2019, la création du Saber Tour, le premier circuit de tournois format Open (ouvert à tous, sans regard d'affiliation particulière) avec classement international. L'Open de France de sabre laser, partie intégrante du Tour, a quant à lui été créé indépendamment en 2016. Le plus grand champion de l'ère Open du Saber Tour est Sébastien Bérard. Il a notamment remporté trois fois l'Open de France de sabre, se déroulant depuis à Paris au stade Charlety,,.
En juin 2015, la Saber Legion (TSL) voit le jour aux États-Unis dans le Minnesota, suivi en 2016 de la création de la LightSpeed Saber League (LSSL), en Californie,.
La première fédération délégataire (au nom de l'État), à reconnaitre cette discipline est la Fédération Française d'Escrime (FFE).
En effet, depuis 2018 la discipline est intégrée aux pratiques artistiques et sportives des clubs. Le nom officiel de l'entité sabre laser au sein de la FFE est Académie de Sabre laser ou ASL-FFE. C'est à la suite d'un premier tournoi national ASL-FFE (le 10 février 2019) que le sabre laser est officiellement reconnue et intégré comme quatrième arme,,.
Le premier Championnat de France de sabre laser ASL-FFE Sénior s'est déroulé quant à lui le 19 février 2023 à Metz et a désigné le tout premier champion de France Senior, Brice Perek,.
Outre les créations de ces grands courants ou entités de pratique, il existe un très grand nombre de clubs indépendants à travers le monde.

## Pratiques
La discipline s'organise autour de trois pratiques principales. La plus répandue étant le combat sportif. On distingue également historiquement la chorégraphie de combat et les katas.

### Le combat sportif
Le combat sportif est une discipline d'opposition : deux adversaires s'affrontent dans une arène délimitée et cherchent à toucher l'autre pour marquer des points, en se conformant à un règlement qui encadre le type de mouvement autorisé. À la fin du temps imparti, le combattant avec le plus de points remporte le match.
Il existe différents règlements de combat, créés par des associations de pratiquants réparties dans différents pays[réf. nécessaire]. Les règles et les contraintes sont différentes pour chaque règlement, ce qui donne des formats de matchs différents ; plus ou moins longs, plus ou moins intenses, avec des règles plus ou moins compliquées à mettre en pratique.
Tous les règlements ont en commun une forte dimension stratégique, et partagent une préoccupation importante pour la sécurité. Les coups de sabre laser pouvant occasionner des blessures graves, la pratique repose sur le port d'équipements de protections adaptés.

### La chorégraphie
La chorégraphie de combat au sabre laser est une discipline de coopération qui peut être rattachée à l'escrime artistique ; l'objectif est de reproduire ou créer une séquence de mouvements, à deux ou plus, pour donner l'illusion d'un combat. Les pratiquants recherchent en priorité le côté spectaculaire. Elle aboutit souvent à la création d'un spectacle ou d'une vidéo.

### Les katas
Les katas sont une pratique inspirée directement des arts martiaux, principalement japonais et chinois. Ils consistent à mémoriser et reproduire une série de mouvements codifiés, en se concentrant sur la qualité de l'exécution ; le rythme, l'intensité, la puissance, la précision et la fluidité des mouvements sont valorisés. Les katas donnent au spectateur l'impression que le pratiquant affronte un ennemi imaginaire. Ils se pratiquent seul, ou à deux. En binôme, l'objectif reste le même : l'enchaînement des mouvements est prévu à l'avance, et les deux pratiquants cherchent, par la répétition, à perfectionner leurs gestes.
Contrairement à la chorégraphie, la pratique des katas ne vise pas la qualité esthétique, mais la mémorisation et la restitution la plus fidèle possible d'une séquence de mouvements, constituant un ensemble appelé forme. Dans l'univers cinématographique étendue de Star Wars, on les nomme aussi Dulons.

## Règlements de combat
Il existe autant de règlements et de façon de combattre que de clubs. On distingue cependant cinq grandes mouvances sportive au niveau international qui regroupent la plupart des clubs[réf. nécessaire].
Historiquement, Ludosport, Saber Tour, Saber Legion, Light Speed et ASL-FFE.

### Ludosport
Le Ludosport est une pratique sportive du sabre laser initiée en 2006 en Italie (puis formalisé en 2007), à Milan, par les trois Maîtres fondateurs : Simone Spreafico, Gianluca Longo et Fabio Monticelli. Majoritairement pratiqué en Italie, le Ludosport se pratique depuis 2010 dans le monde entier. Ludosport est une franchise développée par la société Abridge SRL,.
Ludosport est une pratique mixte en genre et comprend trois armes majoritairement : le sabre simple, le double sabre (ou baton staff) et le shoto (sabre court).
L'arène de combat peut être rectangulaire (5 × 8 m) ou circulaire (8m de diamètre).
On distingue deux types de touche. Les touches mortelles (tête, tronc, bras, cuisses) appelés OH et les touches non-mortelles (avant-bras, jambes, pieds) appelées IH. À noter que si un combattant pose un pied entièrement hors de la zone de combat, il perd le match.
Bien que des arbitres soient présents autour de l'arène, le principe de base des combats Ludosport est l'auto-déclaration. Ainsi, lors d'une touche non-mortelle, le combattant annonce IH et doit laisser une ouverture au combattant adverse en positionnant sa lame de manière qu'elle ne soit pas obstacle, donnant un avantage significatif au combattant adverse. Un combattant ayant subit une touche mortelle doit le dire en annonçant OH.
Généralement, le combat prend fin à la première touche mortelle, mais différentes variantes existent.
Les protections obligatoires du Ludosport sont des gants légers renforcés. On peut aussi porter des lunettes de protections et une coquille.
Le Ludosport ne se pratique qu'entre pratiquants de Ludosport, inscrit dans une école du même nom. C'est une pratique exclusive à l'entité.

### Saber Tour
Le Saber Tour est un programme visant à regrouper les pratiquants de sabre laser sportif à travers le monde, lors de plusieurs compétitions, en donnant l'opportunité de se rencontrer et combattre sous un système de règles et de principes communs avec un classement international unifié,,.
Le Saber Tour est une proposition libre, gratuite (hors frais d'inscriptions aux tournois) et inclusive, 100 % compatible avec toute forme de pratique et d'affiliation. Les tournois du Saber Tour sont mixtes.
Initiée en 2016 par la Sport Saber League (club créé le 17 mai 2015 à Paris par Adrien Koch) via l'organisation d'un premier tournoi national d'abord, le 4 juin 2016 à la Bellevilloise. L'Open de France actuellement nommé prend une l'ampleur internationale qu'on lui connait dès 2017 avec la venue d'une équipe américaine opposée à une équipe européenne,,.
Le Saber Tour a été formalisé en 2019 par Arthur Gautier, Alexis Leperlier et Adrien Koch avec la tenue de l'Open de France au stade Charlety,.
Le Saber Tour est désormais présent dans plusieurs pays et organise, en collaboration avec les clubs locaux, de nombreux tournois internationaux.
- Chaque combat se déroule en plusieurs rounds (ou manches) de 90 secondes maximum, pendant lesquels les combattants ont chacun 5 points de vie (ou PV) à défendre.

- Les touches doivent être armées pour retirer des PV, c'est-à-dire que la pointe de la lame doit venir de derrière le poignet. 2 PV (point de vie) pour une touche en tête/ tronc/ aine et 1 PV (point de vie) pour une touche en bras/ jambe.

- Le combat s'arrête à chaque "Halte" de l'arbitre principal. Il interroge ses 2 assesseurs et annonce les touches à décompter.

- Le combattant qui a conservé le plus de PV, cumulés au fil des rounds, gagne le combat. Il est désigné au public par l'arbitre.

- Sanctions : carton jaune (force excessive involontaire, contestation…) - 2PV, carton rouge (mise en danger, 2e carton jaune ... ) round perdu 5 - 0, carton noir (violence volontaire, insulte, refus de saluer…) exclusion
- Le sabre arme respecte une longueur totale manche + lame de 125 cm[35]. On peut donc retrouver des sabres courts, des sabres longs, et des lances.
- L'arène de combat est carrée (7 × 7 m).

L'équipement réglementaire de protection de base : masque d'escrime 350N, gants renforcés, coudières, genouillères, coquilles.

### Saber Legion
La Saber Legion ou The Saber Legion (TSL) a été créée en 2015 par Terry Roland Birnbaum II, dans le Minnesota aux États-Unis.
L'équipement réglementaire de protection de base : masque d'escrime 350N, gorgerin, gants renforcés lourd, plastron (type hockey), coudière, protèges-tibias, genouillères, coquille.

### Light Speed
La Light Speed Saber League (LSSL) a été créée en 2016 par Cang Snow, en Californie aux États-Unis.
Elle se réclame comme la forme la plus rapide du sabre laser sportif dans le monde.
L'équipement réglementaire de protection de base : masque d'escrime 350N, gants renforcés, coudières, genouillères, coquilles.
LSSL possède des catégories mixtes et genrées.

### ASL-FFE
Le projet sportif ASL-FFE est initié en 2016 par "l'Académie de Sabre Laser ", un groupe de travail de la sous-commission "Escrime artistique" de la FFE, sous l'impulsion du Directeur Technique National Adjoint ; Olivier Hanicotte. La formalisation du projet se fait dans les premières années en collaboration avec Cédric Giroux, diplômé d'état BPJEPS, à partir des fondamentaux proposés par l'association américaine TPLA ("Terra Prime Light Armory"). La discipline est intégrée en 2018 aux pratiques de la FFE. 
C'est en 2019 que le sabre laser est officiellement reconnu et intégré comme quatrième arme de la Fédération Française d'Escrime,,.
L'équipement réglementaire de protection de base : masque d'escrime 350N, gants renforcés lourd, plastron (type hockey), coudière, protèges-tibias, genouillères, coquille.
La pratique est mixte.
En 2021, la FFE enregistre un total de 2200 licenciés en France (dont 35% de femmes, la part la plus élevée des armes de l'escrime), répartis dans 183 clubs qui pratiquent ce système.

## Influences des arts martiaux
Le sabre laser n'étant pas une arme réelle, sa pratique ne repose pas sur des fondements historiques, contrairement aux arts martiaux traditionnels.
Par conséquent, les personnes impliquées dans le développement de la pratique cherchent à rattacher les mouvements et les positions du sabre laser à des répertoires déjà existants. Dans certains cas, cette démarche de recherche se concentre en priorité sur les arts martiaux qui sont cohérents avec les spécificités de l'arme fictive : une arme très légère, sans tranchant, sans garde, pouvant être utilisée à une seule main ou avec les deux mains.
Néanmoins, la fidélité aux spécificités de l'arme n'étant pas la seule finalité, la pratique puise dans différents arts martiaux, dans les pratiques d'armes anciennes, ainsi que dans les sports de combat qui sont leurs héritiers, principalement les suivants :
- Le sabre, dans sa forme moderne utilisée par l'escrime, mais aussi dans ses formes plus anciennes.
- Le iaidō, art martial japonais, ainsi que le kendo, version moderne du kenjutsu, art martial japonais mais aussi sport d'opposition.

- La canne de combat, sport de combat d'origine française, rattaché à Fédération Internationale de Savate.
- L'épée chinoise Jian, une des quatre armes principales utilisée dans les arts martiaux chinois.
- La grande épée à deux mains, utilisée en Europe sous le nom d'espadon, spadone en italien ou zweïhander en allemand, dont les gestes sont aujourd'hui conservés par les pratiquants des Arts Martiaux Historiques Européens ou « AMHE ».